# Dhímaina
Dhímaina (Dimaina) är en ort i Grekland.   Den ligger i prefekturen Nomós Argolídos och regionen Peloponnesos, i den sydöstra delen av landet, 60 km sydväst om huvudstaden Aten. Dhímaina ligger 215 meter över havet och antalet invånare är 435.
Terrängen runt Dhímaina är lite bergig. Runt Dhímaina är det ganska glesbefolkat, med 22 invånare per kvadratkilometer. Närmaste större samhälle är Ligourión, 9,5 km söder om Dhímaina. 